# 郑秉文
郑秉文（1955年—）生于辽宁，第十三届全国政协外事委员会委员，中国社科院世界社会保障中心主任。其主要研究西方經濟學中的市場失靈問題以及國家創新體系和社會保障制度、企業年金等領域。

## 生平
1982年2月毕业于辽宁大学，1986年6月毕业于中国社会科学院研究生院，1992年6月毕业于中国社会科学院研究生院並获博士学位。1992年9月至1995年2月先後在法國學習，先法国巴黎第十一大学让·莫内学院成為一位博士后，后来在巴黎东-马恩拉瓦莱大学经济学院教授微观经济学和亚太经济。
1995年2月至2000年10月在中国社会科学院研究生院任職，最高職務為副院長，同時在中国社会科学院所属全资公司「中国经济技术研究咨询公司」擔任总经理、法人代表。2000年10月至2004年7月任中国社会科学院欧洲研究所党委副书记、副所长；2004年7月開始出任中国社科院世界社会保障中心主任。